# Heliona secunda
Heliona secunda är en insektsart som först beskrevs av Irena Dworakowska 1981.  Heliona secunda ingår i släktet Heliona och familjen dvärgstritar.
Artens utbredningsområde är Nigeria. Inga underarter finns listade i Catalogue of Life.